# Hans Siegl
Hans Siegl (ur. 8 września 1944 w Gröbenzell, zm. 25 czerwca 1978 w Linzu) – zachodnioniemiecki żużlowiec, występujący również na długim torze i na lodzie.

## Życiorys
Dwukrotny srebrny medalista indywidualnych mistrzostw świata na długim torze (1973, 1977). Uczestnik finału indywidualnych mistrzostwa świata w wyścigach na lodzie (1970, IX miejsce). Uczestnik półfinału drużynowych mistrzostw świata na żużlu (1973). Dwukrotny medalista indywidualnych mistrzostw RFN na długim torze: złoty (1972) oraz brązowy (1971).